# Evania borneana
Evania borneana är en stekelart som beskrevs av Cameron 1902. Evania borneana ingår i släktet Evania och familjen hungersteklar. Inga underarter finns listade i Catalogue of Life.